# Volo Yemenia 448
Il volo Yemenia 448 era un volo passeggeri regionale partito da Sana'a e diretto ad Al-Hudayda, nello Yemen, dirottato il 23 gennaio 2001. Il Boeing 727-2N8 della Yemenia Yemen Airways partì dall'aeroporto internazionale di Sana'a diretto a uno scalo all'aeroporto di Taiz-Al Janad, a Ta'izz. Tra i passeggeri si trovavano l'ambasciatore degli Stati Uniti nello Yemen Barbara Bodine, il vice capo della missione statunitense in Yemen e l'ambasciatore yemenita negli Stati Uniti.
Quindici minuti dopo il decollo, un uomo armato con una pistola a penna dirottò l'aereo e chiese di essere portato a Baghdad, in Iraq. Oltre alla sua pistola, affermò di avere degli esplosivi nascosti in valigia. L'equipaggio di volo convinse il dirottatore che dovevano dirigersi prima a Gibuti per fare rifornimento.
L'aereo effettuò un atterraggio di emergenza all'aeroporto internazionale di Gibuti-Ambouli, dove i piloti, guidati dal comandante del velivolo Amer Anis, sopraffece il dirottatore in quella che il Dipartimento di Stato americano Richard Boucher descrisse come "un'azione davvero terrificante". L'unico ferito fu l'ingegnere di volo, essendo stato sfiorato da un proiettile durante il combattimento.
Il dirottatore era un iracheno disoccupato che voleva cercare delle opportunità di lavoro migliori in un altro paese. Fu estradato in Yemen e condannato a 15 anni di prigione nel marzo 2001.